# Independencia judicial
La independencia judicial es el principio de que el poder judicial debe ser inmune a las injerencias de los otros dos poderes del Estado (separación de poderes) e insensible a cualquier tipo de presiones. Es decir, la imparcialidad e independencia judicial exige que para su misión de defensa de la legalidad o de concreción y privación de derechos, los jueces y fiscales, en el ejercicio de sus funciones, estén libres de injerencias, influencias o intervenciones  que provengan no sólo de sus pares y de los poderes políticos (poder ejecutivo y poder legislativo), sino también extra políticos: de intereses privados poderosos, del electorado, de la nación, partidistas o cualquier otro grupo de presión. En definitiva, la independencia judicial es vital para la separación de poderes. Como ha señalado el jurista español Francisco Tomás y Valiente, «poder judicial e independencia judicial son términos mutuamente reconducentes, que se necesitan uno al otro, porque solo coexistiendo existen».
Diferentes países abordan la idea de la independencia judicial a través de diferentes medios de selección de jueces y fiscales. Una manera de promover la independencia judicial es otorgando a los jueces la tenencia vitalicia (life tenure) o la tenencia prolongada, lo que idealmente los libera para decidir sobre los casos y emitir sus resoluciones de acuerdo con el Estado de Derecho y la jurisprudencia, incluso si esas decisiones son muy impopulares u opuestas a intereses poderosos. Este concepto se remonta a la Inglaterra del siglo XVIII.
En algunos países, la capacidad de la judicatura para controlar a los poderes políticos se ve reforzada, por ejemplo, imponiendo ciertas medidas cautelares cuando el poder judicial perciba que otro poder del Estado se niega a cumplir un deber constitucional o declara inconstitucionales las leyes del órgano legislativo y los decretos, reglamentos o actos del ejecutivo y la administración. Función asignada a los Tribunales Constitucionales o, como en Estados Unidos, al Tribunal Supremo.
Sin embargo, la introducción del principio de la independencia judicial en las Constituciones no se produjo hasta después de la Segunda Guerra Mundial, como ocurrió con la Constitución italiana de 1947 o la Constitución española de 1978.

## Requisitos
Los requisitos para la independencia judicial han ido evolucionando con base en los acontecimientos históricos del poder político y los estados, en distintos países se garantiza mediante varias reglas o principios, se consideran algunos de ellos los siguientes:
- Independencia de la organización:
  - Los integrantes de la judicatura y fiscalía se nombran por criterios objetivos o por mecanismos garantistas:
    - El nombramiento surge previo concurso público, o por cooperación entre poderes ejecutivo y legislativo con altas mayorías cualificadas de aprobación (véase consejo y consentimiento)
    - No provienen de elección popular en países del derecho continental, ya que su deber es la defensa de la legalidad y no los intereses populares.[cita requerida]

  - Independencia administrativa de la judicatura y fiscalía:
    - Los poderes políticos no influyen en la administración de la carrera.
    - Los poderes políticos no influyen en la administración de sus órganos y servicios

  - Independencia económica:
    - El presupuesto de la justicia es elaborado por el mismo poder judicial y debe ser añadido al proyecto de ley del presupuesto anual sin cambios.

- Independencia de los integrantes de la judicatura y fiscalía:

1. Inexistencia de Jerarquía entre jueces y entre fiscales.
2. Inamovilidad del cargo, no se les traslada sin su consentimiento, no se les despide ni se les impone medidas disciplinarias salvo comisión de delito o mal comportamiento siempre aplicando las garantías en la Ley.
3. Estabilidad remunerativa.
4. No reciben instrucciones, solo se someten a la Constitución y las leyes conforme a ella.

## Límites y controles de la independencia judicial
La independencia judicial no significa que el poder de los jueces no esté sujeto a ciertas limitaciones y controles. Destacan dos, según Amadeu Recasens:
1. El control del juez en vía procesal. Las decisiones y resoluciones de un juez o de un tribunal pueden ser recurridas ante tribunales superiores (recurso de apelación) que pueden ratificarlas o modificarlas. Asimismo los jueces y tribunales deben atenerse a la jurisprudencia establecida en las sucesivas sentencias en un mismo sentido de los tribunales que les son jerárquicamente superiores y especialmente del Tribunal Supremo, que se encuentra en la cúspide de la pirámide judicial y que generalmente tiene la última palabra, salvo en los casos en los que la decisión corresponda a los tribunales constitucionales.
2. El control jerárquico. Se trata de un control judicial de orden interno, al margen del control de la actividad de juzgar (a cargo de los tribunales jerárquicamente superiores), que generalmente está vinculado a las instancias de Gobierno del propio poder judicial.  Con la excepción de los países de tradición anglosajona en que no existen, los Consejos superiores o generales de la magistratura o del poder judicial no aparecieron en las Constituciones europeas hasta después de la Segunda Guerra Mundial (Constitución italiana de 1947, Constitución francesa de 1958, Constitución portuguesa de 1976 o la Constitución española de 1978). Sin embargo, existen notables diferencias en cuanto al sistema de elección de los miembros (votación entre los mismos jueces, designación por el legislativo, intervención del ejecutivo, sistemas mixtos, etc.) y también en cuanto a sus competencias, aunque en general suelen incluir atribuciones respecto de los jueces en materia disciplinaria, de nombramientos, de inspección de tribunales, etc., así como emitir dictámenes sobre los proyectos de ley. En Francia se denomina Consejo Superior de la Magistratura y en España Consejo General del Poder Judicial.

## Base económica
La economía constitucional estudia cuestiones como la distribución adecuada de la riqueza nacional, incluido el gasto público en la judicatura. En los países en transición y en desarrollo, el gasto en la judicatura está casi completamente controlado por el ejecutivo. Esto socava el principio de la independencia judicial y la separación de poderes porque crea una dependencia financiera crítica de la judicatura en el ejecutivo. Hay dos métodos de corrupción de la judicatura: el estado (a través de la planificación presupuestaria y los privilegios) es el más peligroso, y el privado (mediante fundaciones culturales o mediante la financiación de revistas especializadas y las publicaciones de estas, o por el pago por los artículos en los diarios, generando altas retribuciones económicas, burlando por medios indirectos las incompatibilidades con todo empleo, cargo o profesión retribuida). La corrupción estatal de la judicatura puede impedir la capacidad y facilidad de las empresas para crecer y desarrollarse de manera óptima de una economía de mercado. La corrupción judicial puede ser difícil de erradicar por completo, incluso en los países desarrollados.
En algunos países, la constitución también prohíbe que la rama legislativa reduzca los salarios de los jueces en funciones.

## Desarrollo del concepto

### Desarrollos nacionales e internacionales
Se ha argumentado que el desarrollo de la independencia judicial implica un ciclo de leyes nacionales que tienen un impacto en el derecho internacional, y el derecho internacional que posteriormente impacta la legislación nacional. Se dice que esto ocurre en tres fases: la primera se caracteriza por el desarrollo interno del concepto de independencia judicial, la segunda por la difusión internacional de estos conceptos y su implementación en el derecho internacional, y la tercera por la implementación en la legislación nacional de estos principios internacionales recién formulados de independencia judicial.
Un ejemplo notable que ilustra este ciclo es el Reino Unido. La primera fase se produjo en Inglaterra con la concepción original de la independencia judicial en el Acta de Establecimiento de 1701. La segunda fase fue evidente cuando los conceptos de Inglaterra con respecto a la independencia judicial se extendieron internacionalmente, y fueron adoptados en la legislación interna de otros países; por ejemplo, Inglaterra sirvió de modelo para la doctrina de separación de poderes de Montesquieu, y los Padres Fundadores de la Constitución de los Estados Unidos utilizaron Inglaterra como su modelo dominante al formular el Artículo III de la Constitución de los Estados Unidos, que es el fundamento de la independencia judicial estadounidense. Otros países de derecho común, como Canadá, Australia e India, también adoptaron el modelo británico de independencia judicial.
En las últimas décadas, la tercera fase de la independencia judicial ha sido evidente en el Reino Unido, ya que ha sido significativamente influenciado por los principios de independencia judicial desarrollados por los documentos constitucionales internacionales de derechos humanos. El Tribunal Europeo de Derechos Humanos (TEDH) ha tenido un impacto significativo en el análisis conceptual de la independencia judicial en Inglaterra y Escocia. Este proceso comenzó en la década de 1990 con el TEDH escuchando casos en el Reino Unido y, más significativamente, en la aplicación de la Convención Europea de Derechos Humanos en la legislación británica a través del acta de Derechos Humanos de 1998, que entró en vigor en el Reino Unido en 2000.
En los casos en que la legislación nacional británica había afectado anteriormente al desarrollo internacional de la independencia judicial, el Acta de Reforma Constitucional británica de 2005 marcó un cambio, ya que el derecho internacional ahora está afectando la legislación interna británica. La Ley de Reforma Constitucional reformó drásticamente el control gubernamental sobre la administración de justicia en Inglaterra y Gales; Lo que es más importante, descontinuó la posición del Lord Canciller, una de las oficinas constitucionales más antiguas del país, a quien se le confió una combinación de capacidades legislativas, ejecutivas y judiciales. El Lord Canciller se desempeñó como presidente de la Cámara Alta del Parlamento, la Cámara de los Lores; como miembro de la rama ejecutiva y miembro del gabinete superior; y como el jefe de la judicatura. Históricamente, la función de apelación tenía una conexión con la rama ejecutiva debido a los tipos de casos que se suelen escuchar: la acusación y la audiencia de cargos por delitos graves contra pares. La Ley de Reforma Constitucional estableció nuevas líneas de demarcación entre el Lord Canciller y el poder judicial, transfiriendo todas las funciones judiciales al poder judicial y confiando al Lord Canciller solo en lo que se consideran asuntos administrativos y ejecutivos. Además, la Ley de Reforma Constitucional reemplazó al Lord Canciller por el Lord Chief Justice como jefe de la judicatura, separó al Comité de Apelación judicial de la Cámara de los Lores del parlamento legislativo, lo reformó como el Tribunal Supremo y creó una Comisión de Nombramientos Judiciales. La creación del Tribunal Supremo del Reino Unido fue importante, ya que finalmente separó al más alto tribunal de apelación de la Cámara de los Lores.
Así, el Reino Unido, donde la independencia judicial comenzó hace más de trescientos años[cita requerida], ilustra la interacción en el tiempo del derecho y la jurisprudencia nacional e internacional en el área de la independencia judicial. En este proceso, los conceptos e ideas se han enriquecido a medida que se han implementado en los sucesivos sistemas judiciales y políticos, ya que cada sistema ha mejorado y profundizado los conceptos e ideas que ha actualizado. Además del Reino Unido, desarrollos similares de fertilización cruzada conceptual se pueden ver internacionalmente, por ejemplo, en el Derecho de la Unión Europea, en países de Derecho continental como Austria y en otras jurisdicciones de derecho común, incluido Canadá.

### Estándares internacionales
La Asociación Internacional de Independencia Judicial y Paz Mundial produjo Los Estándares de Independencia Judicial del Monte Scopus entre 2007 y 2012. Estas se basan en las normas mínimas de Nueva Delhi sobre independencia judicial adoptadas en 1982 y su Declaración Universal de Montreal sobre la independencia de la justicia en 1983. Otras influencias que citan para las normas son los Principios Básicos de Independencia Judicial de las Naciones Unidas de 1985, Principios de Independencia Judicial en Derecho Internacional de Burgh House (para la judicatura internacional), Principios de Asia de la ley de Tokio, Declaraciones del Consejo de Europa sobre la independencia judicial (en particular, la Recomendación del Comité de Ministros a los Estados miembros sobre la independencia, la eficiencia y el papel de los jueces), los Principios de conducta judicial de Bangalore 2002 y la revisión de los estándares éticos para los jueces por parte de la American Bar Association.

### El sistema de justicia
En los últimos años, el principio de independencia judicial ha sido descrito como uno de los valores fundamentales del sistema de justicia.

## Por país

### Estados Unidos

#### Independencia de la judicatura
El Artículo III de la Constitución de los Estados Unidos establece como poder judicial a los tribunales federales.

El Poder Judicial de los Estados Unidos se depositará en una Corte Suprema y en las Cortes inferiores que el Congreso instituya y establezca en lo sucesivo. Los jueces, tanto de la Corte Suprema como de los inferiores, continuarán en sus funciones mientras observen buena conducta y recibirán, en periodos fijos, una remuneración por sus servicios que no será disminuida durante el tiempo de su encargo.

La Constitución establece que los jueces federales, incluidos los jueces de la Corte Suprema de los Estados Unidos, son nominados por el presidente y nombrados "por y con el consejo y el consentimiento del Senado".
Los jueces federales dejan su cargo solo después de la muerte, la renuncia o la la destitución del cargo por parte de dos tercios del Senado previa acusación en la Cámara de Representantes; solo 13 jueces federales alguna vez han sido acusados. La frase "durante el buen comportamiento" es anterior a la Declaración de Independencia. John Adams lo equipara con quamdiu se bene gesserint en una carta al Boston Gazette publicada el 11 de enero de 1773, una frase que apareció por primera vez en la sección 3 del Acta de Establecimiento 1701 en Inglaterra.
El presidente es libre de nominar a cualquier persona para el banquillo federal, pero generalmente consulta con la American Bar Association, cuyo Comité Permanente del Poder Judicial Federal califica a cada nominado como "Bien calificado", "Calificado" o "No calificado".

#### Independencia de Gobierno
Un rasgo distintivo de la Rama Judicial de Estados Unidos es su independencia de gobierno con respecto de los poderes políticos mediante la Conferencia Judicial de los Estados Unidos que establece la política nacional del poder judicial federal. La Conferencia está compuesta por los jueces presidentes de cada circuito judicial y de la Corte de Comercio Internacional de los Estados Unidos. 
La Conferencia opera a través de una red de más de veinte comités creados para abordar y asesorar sobre una amplia variedad de temas como tecnología de la información, personal, servicios de libertad condicional y previa al juicio, espacios e instalaciones, seguridad, salarios y beneficios judiciales, presupuesto, servicios de defensoría, administración de tribunales, y reglas de práctica y procedimiento, cuenta con cinco comités asesores permanentes, los cuales están encargados, respectivamente, de redactar las propuestas de enmienda a las:
- Reglas Federales de Procedimiento Civil;
- Reglas Federales de Procedimiento Penal;
- Reglas Federales de Procedimiento de Quiebras;
- Reglas Federales de Procedimiento de Apelación; y
- Reglas Federales de Evidencia.

Las reglas son luego promulgadas por la Corte Suprema de los Estados Unidos, de conformidad con su autoridad conferida por el Congreso en la Acta de Habilitación de Reglas. La Corte Suprema debe transmitir una copia de sus reglas al Congreso el cual conserva el poder de rechazar las reglas o enmiendas propuestas por la Corte, modificarlas o promulgar reglas o enmiendas por sí mismo. El Congreso rara vez ha rechazado las enmiendas propuestas por la Corte.
En cada circuito judicial federal existen Consejos judiciales que se encargan de dictar "las órdenes necesarias y apropiadas para la efectiva y rápida administración de justicia" dentro de sus circuitos. Entre sus responsabilidades se encuentra la disciplina judicial, la formulación de la política del circuito, la implementación de las directivas de política recibidas de la Conferencia Judicial y la presentación anual de un informe a la Oficina Administrativa sobre el número y la naturaleza de las órdenes ingresadas durante el año que se relacionan con mala conducta judicial. Cada circuito judicial consta del juez presidente del circuito y un número igual de jueces de circuito y jueces de distrito del circuito.

#### Independencia administrativa y presupuestal
A principios del siglo XX, algunos jueces expresaron preocupación porque la supervisión administrativa de los tribunales por parte del Departamento de Justicia era ineficaz y, lo que es más importante, planteaba la amenaza de interferencia en el proceso judicial. En la década de 1930, una coalición de jueces, abogados, académicos y funcionarios del Departamento de Justicia acordaron que la administración eficiente de la justicia, así como el principio de independencia judicial, requerían una agencia judicial separada del Poder Ejecutivo con funcionarios designados y responsables ante un cuerpo de jueces.
La Oficina administrativa de las Cortes de los Estados Unidos (OA) fue establecida por una ley del Congreso el 6 de noviembre de 1939. Es una agencia administrativa de la rama judicial que sirve como su entidad de apoyo central, su dirección es nombrada por el Presidente de la Corte Suprema y está supervisada directamente por la Conferencia Judicial de los Estados Unidos, brinda una amplia gama de servicios administrativos, legales, financieros, de gestión, de programas y de tecnología de la información a las cortes federales. La Agencia implementa y ejecuta las políticas de la Conferencia Judicial y las leyes que afectan al Poder Judicial. Facilita las comunicaciones dentro del poder judicial con el Congreso, la rama ejecutiva y el público en nombre del poder judicial. Los comités de la Conferencia Judicial, con aportes de las cortes, asesoran a la Oficina Administrativa a medida que prepara el presupuesto anual del Poder Judicial, el cual por ley es transmitido sin cambio alguno por la Oficina de Administración y Presupuesto al Congreso.
La agencia es una entidad única en el gobierno en el sentido de que ni el Poder Ejecutivo ni el Poder Legislativo tienen una organización comparable que brinde la amplia gama de servicios y funciones que la Oficina Administrativa realiza para el Poder Judicial. Los abogados, administradores públicos, contadores, ingenieros de sistemas, analistas, arquitectos, estadísticos y otro personal de la OA brindan una amplia variedad de servicios profesionales para satisfacer las necesidades de los jueces y más de 32,000 empleados del Poder Judicial que trabajan en más de 800 ubicaciones en todo Estados Unidos.
La función de la Oficina Administrativa de ejecutar las leyes que afectan al Poder judicial asegura la independencia administrativa respecto del Poder Ejecutivo, caso singular en el mundo ya que la Rama judicial en muchos países es administrada por un Ministerio de Justicia.

#### Tribunales estatales
Los tribunales estatales se ocupan de la independencia del poder judicial de muchas maneras, y se utilizan varias formas de selección judicial tanto para los tribunales de primera instancia como para los tribunales de apelación (incluidos los tribunales supremos estatales), que varían entre los estados y algunas veces dentro de los estados. En algunos estados, los jueces son elegidos (en algún momento en un voto partidista, otras veces en uno no partidista), mientras que en otros son nombrados por el gobernador o la legislatura estatal.
El caso 2000 de Bush v. Gore, en el que la mayoría de la Corte Suprema, incluidos algunos nombrados por el presidente George HW Bush, anularon los desafíos a la elección de George W. Bush en ese momento en la Corte Suprema de Florida, en la cual todos sus miembros habían sido nombrados por los gobernadores demócratas, es visto por muchos como el refuerzo de la necesidad de independencia judicial, tanto con respecto a la Corte Suprema de Florida y la Corte Suprema de los Estados Unidos. Este caso ha aumentado el enfoque y la atención en los resultados judiciales en oposición al enfoque tradicional en las calificaciones judiciales.

### Reino Unido

#### Inglaterra y Gales

##### Historia
Durante la Edad Media, bajo la monarquía normanda del Reino de Inglaterra, el rey y su Curia Regis tenían poder judicial. La independencia judicial comenzó a surgir durante el período moderno temprano; se crearon más tribunales y creció una profesión judicial. En el siglo XV, el papel del rey en esta característica del gobierno se hizo pequeño. Sin embargo, los reyes aún podrían influir en los tribunales y despedir a los jueces. La casa Estuardo usó este poder con frecuencia para dominar al Parlamento de Inglaterra. Después de que los Estuardo fueron eliminados en la Revolución Gloriosa de 1688, algunos defendieron la protección contra la manipulación real del poder judicial. El rey Guillermo III aprobó la Ley de Asentamiento 1701, que estableció la tenencia de los jueces a menos que el Parlamento los removiera.

##### Uso contemporáneo
Bajo la Constitución británica no codificada, hay dos convenciones importantes que ayudan a preservar la independencia judicial. El primero es que el Parlamento del Reino Unido no hace ningún comentario sobre los casos que se encuentran ante el tribunal. El segundo es el principio del privilegio parlamentario: que los miembros del Parlamento están protegidos del enjuiciamiento en determinadas circunstancias por los tribunales.
Además, la independencia del poder judicial está garantizada por la Ley de Reforma Constitucional de 2005. Con el fin de tratar de promover la independencia del poder judicial, el proceso de selección está diseñado para minimizar la interferencia política. El proceso se centra en los miembros superiores del poder judicial en lugar de en los políticos. La Parte 2 de la Ley de Tribunales, Tribunales y Aplicación de la Ley de 2007 tiene como objetivo aumentar la diversidad entre el poder judicial.
El pago de los jueces está determinado por un organismo de revisión salarial independiente. Hace recomendaciones al gobierno después de tomar evidencia de una variedad de fuentes. El gobierno acepta estas recomendaciones y tradicionalmente las implementará por completo. Mientras los jueces mantengan sus posiciones en "buen orden", permanecerán en el puesto hasta que deseen jubilarse o hasta que alcancen la edad obligatoria de jubilación de 70 años.
Hasta el 1 de enero de 2010, la profesión legal se autorregulaba; con la responsabilidad de implementar y hacer cumplir sus propios estándares profesionales y disciplinar a sus propios miembros. Los cuerpos que realizaron esta función fueron el Consejo de Abogados y la Sociedad de Derecho. Sin embargo, esta autorregulación llegó a su fin cuando los reguladores aprobados entraron bajo el reglamento de la Junta de Servicios Legales, integrada por personas que no eran abogados, tras la aprobación de la Ley de Servicios Legales de 2007. Esto vio el establecimiento de la Autoridad de Regulación de Abogados a abogados y el Bar Standards Board para regular barristers.

### Canadá
Canadá tiene un nivel de independencia judicial consagrado en su Constitución, que otorga a los jueces de la corte superior diversas garantías de independencia en virtud de los artículos 96 a 100 de la Ley constitucional de 1867. Estos incluyen derechos a la tenencia (aunque la Constitución ha sido modificada para introducir la jubilación obligatoria en 75 años) y el derecho a un salario determinado por el Parlamento de Canadá (a diferencia del ejecutivo). En 1982, se amplió una medida de independencia judicial a los tribunales inferiores especializados en derecho penal (pero no al derecho civil) en el artículo 11 de la Carta de Derechos y Libertades del Canadá, aunque en el caso de 1986 Valente contra la Reina se constató que estos derechos están limitados. Sin embargo, implican tenencia, seguridad financiera y cierto control administrativo.
El año 1997 vio un cambio importante hacia la independencia judicial, ya que el Tribunal Supremo de Canadá en la referencia de los jueces provinciales encontró una norma constitucional no escrita que garantizaba la independencia judicial a todos los jueces, incluidos los jueces de tribunales inferiores de derecho civil. Se dice que la norma no escrita está implícita en el preámbulo de la Ley de la Constitución de 1867. En consecuencia, los comités de compensación judicial como la Comisión de Compensación y Beneficios Judiciales ahora recomiendan salarios judiciales en Canadá. Hay dos tipos de independencia judicial: la independencia institucional y la independencia decisional. La independencia institucional significa que el poder judicial es independiente de las ramas ejecutiva y legislativa. La independencia de decisión es la idea de que los jueces deben poder decidir casos basados únicamente en la ley y los hechos, sin dejar que los medios, la política u otras preocupaciones influyan en sus decisiones, y sin temor a sanciones en sus carreras por sus decisiones.

### Hong Kong
En Hong Kong, la independencia del poder judicial ha sido la tradición desde que el territorio se convirtió en colonia de la Corona británica en 1842. Después de la transferencia de la soberanía de Hong Kong en 1997 a la República Popular China de conformidad con la Declaración Conjunta Sino-Británica, un tratado internacional registrado en las Naciones Unidas, la independencia del poder judicial, junto con la continuación del derecho consuetudinario inglés, ha sido consagrado en el documento constitucional del territorio, la Ley Básica. En los últimos años, esta independencia ha sido cuestionada después de varias intervenciones de China sobre varios casos que influyeron en las decisiones a favor del Ejecutivo, especialmente la controversia sobre el juramento del Consejo Legislativo de Hong Kong de 2016.